# Rayo Vallecano de Madrid 2017-2018
Questa voce raccoglie le informazioni riguardanti il Rayo Vallecano de Madrid nelle competizioni ufficiali della stagione 2017-2018.

## Maglie e sponsor
| Casa | Trasferta | Terza divisa |

Sponsor ufficiale: Bufete Rosales
Fornitore tecnico: Kelme

## Rosa
| N. |                               | Ruolo | Calciatore                    |
| -- | ----------------------------- | ----- | ----------------------------- |
| 1  | Spagna (bandiera)             | P     | Alberto García                |
| 2  | Spagna (bandiera)             | D     | Ernesto Galán                 |
| 4  | Spagna (bandiera)             | D     | Antonio Amaya                 |
| 5  | Spagna (bandiera)             | D     | José Antonio Dorado           |
| 6  | Argentina (bandiera)          | C     | Francisco Cerro               |
| 7  | Spagna (bandiera)             | C     | Álex Moreno                   |
| 8  | Argentina (bandiera)          | A     | Óscar Trejo                   |
| 9  | Argentina (bandiera)          | A     | Alejandro Damián Domínguez    |
| 10 | Spagna (bandiera)             | C     | Roberto Trashorras (capitano) |
| 11 | Spagna (bandiera)             | C     | Adrián Embarba                |
| 12 | Guinea Equatoriale (bandiera) | D     | Sergio Akieme                 |
| 13 | Spagna (bandiera)             | P     | Toño                          |
| 15 | Senegal (bandiera)            | D     | Abdoulaye Ba                  |

| N. |                     | Ruolo | Calciatore         |
| -- | ------------------- | ----- | ------------------ |
| 16 | Spagna (bandiera)   | C     | Fran Beltrán       |
| 17 | Spagna (bandiera)   | C     | Unai López         |
| 18 | Spagna (bandiera)   | C     | Diego Aguirre      |
| 19 | Guinea (bandiera)   | C     | Lass Bangoura      |
| 20 | Uruguay (bandiera)  | D     | Emiliano Velázquez |
| 21 | Spagna (bandiera)   | C     | Santi Comesaña     |
| 22 | Spagna (bandiera)   | A     | Raúl de Tomás      |
| 24 | Spagna (bandiera)   | A     | Javi Guerra        |
| 25 | Spagna (bandiera)   | P     | Mario Fernández    |
| 26 | Spagna (bandiera)   | C     | Joni Montiel       |
| 30 | Colombia (bandiera) | P     | Lucio García       |
|    | Romania (bandiera)  | D     | Răzvan Raț         |
|    | Brasile (bandiera)  | D     | Baiano             |